# Малая Чесноковка
Малая Чесноковка (Евсеева Чесноковка) — река в России, протекает по Кемеровской области.
Устье реки находится в 262 км по правому берегу реки Томь, в городе Кемерово. Длина реки составляет 15 км.

## Данные водного реестра
По данным государственного водного реестра России относится к Верхнеобскому бассейновому округу, водохозяйственный участок реки — Томь от города Кемерово и до устья, речной подбассейн реки — Томь. Речной бассейн реки — (Верхняя) Обь до впадения Иртыша.